# Hajla
Hajla är en bergskedja  i gränstrakterna mellan Kosovo, Serbien och Montenegro. Berget har flera bergstoppar som når över 2 000 meter. Den högsta toppen heter också Hajla och är 2 403 meter.

## Högsta toppar
- Hajla (bergstopp)
- Vranovačka Hajla
- Dramadol
- Škreljska Hajla